# Trophée des Châteaux aux Milandes
Le Trophée des Châteaux aux Milandes est une course cycliste française disputée sur un circuit fermé à Castelnaud-la-Chapelle, dans le département de la Dordogne. Créée en 1988, elle est au mois d'août organisée par le Vélo Club Monpazièrois. 
Cette épreuve fait actuellement partie du calendrier national de la Fédération française de cyclisme, en catégorie 1.40,. Elle est ouverte aux amateurs titulaires d'une licence en première, deuxième ou troisième catégorie ainsi qu'aux cyclistes professionnels des équipes continentales. 

## Parcours
Le Trophée se déroule sur un circuit de 2,5 kilomètres à parcourir 32 fois, pour une distance totale de 80 kilomètres. 

## Palmarès
| Année | Vainqueur            | Deuxième           | Troisième           |
| ----- | -------------------- | ------------------ | ------------------- |
| 1988  | Thierry Barrault     | Serge Bodin        | Philippe Lepeurien  |
| 1989  | Jean-Luc Garnier     | Denis Leproux      | Philippe Delaurier  |
| 1990  | non organisée        |                    |                     |
| 1991  | Philippe Dalibard    | Vincent Guillout   | Laurent Mazeaud     |
| 1992  | Denis Leproux        | Patrick Bruet      | Sylvain Bolay       |
| 1993  | Denis Leproux        | Sylvain Bolay      | Pascal Peyramaure   |
| 1994  | Marc Thévenin        | Hervé Henriet      | Jacek Bodyk         |
| 1995  | Denis Leproux        | Éric Frutoso       | Pascal Galtier      |
| 1996  | Hervé Henriet        | Hugues Ané         | Philippe Delaurier  |
| 1997  | Denis Leproux        | Pascal Peyramaure  | Hugues Ané          |
| 1998  | Pascal Pofilet       | Martial Locatelli  | Marc Thévenin       |
| 1999  | Éric Drubay          | Igor Pavlov        | Alexandre Botcharov |
| 2000  | Christophe Dupouey   | Stéphane Auroux    | Igor Pavlov         |
| 2001  | Stéphane Bellicaud   | Denis Leproux      | Jean-Luc Delpech    |
| 2002  | Denis Leproux        | Stéphane Bellicaud | Ivan Terenine       |
| 2003  | Benoît Luminet       | Jean-Luc Delpech   | Stéphane Bellicaud  |
| 2004  | Carl Naibo           | Jean Mespoulède    | Benoît Luminet      |
| 2005  | Guillaume Lejeune    | Benoît Luminet     | Stéphane Reimherr   |
| 2006  | Benoît Luminet       | Timothy Gudsell    | Guillaume Lejeune   |
| 2007  | Jean-Luc Delpech     | Yvan Sartis        | Stéphane Reimherr   |
| 2008  | Stéphane Reimherr    | Daniel Hoareau     | Timofey Kritskiy    |
| 2009  | Samuel Plouhinec     | Carl Naibo         | Jean Mespoulède     |
| 2010  | Benoît Luminet       | Carl Naibo         | Lilian Pommier      |
| 2011  | Jean Mespoulède      | Samuel Plouhinec   | Jérôme Mainard      |
| 2012  | Stéphane Reimherr    | Alexis Guérin      | Aymeric Brunet      |
| 2013  | Lilian Calmejane     | Pavel Gatskiy      | Yohan Soubes        |
| 2014  | Jean Mespoulède      | Romain Campistrous | Yohan Soubes        |
| 2015  | Samuel Plouhinec     | Anthony Perez      | Axel Gagliardi      |
| 2016  | Samuel Plouhinec     | Martial Roman      | Julien Lamy         |
| 2017  | Yoann Paillot        | Boris Orlhac       | Geoffrey Bouchard   |
| 2018  | Julien Buisson       | Kévin Besson       | Simon Carr          |
| 2019  | Yohan Soubes         | Gabriel Peyencet   | Boris Orlhac        |
| 2020  | Kévin Besson         | Tao Quéméré        | Thomas Acosta       |
| 2021  | Clément Jolibert     | Kévin Besson       | Clément Delcros     |
| 2022  | Florent Castellarnau | Jérémy Bellicaud   | Léo Pendery         |
| 2023  | Sergio Arias         | David Domínguez    | Alexandre Jamet     |
| 2024  | Antoine Roussel      | Ben Chilton        | Lenaïc Langella     |
| 2025  | Antoine Roussel      | Romain Bréant      | Cédric Bessaguet    |